# یاس‌برنی

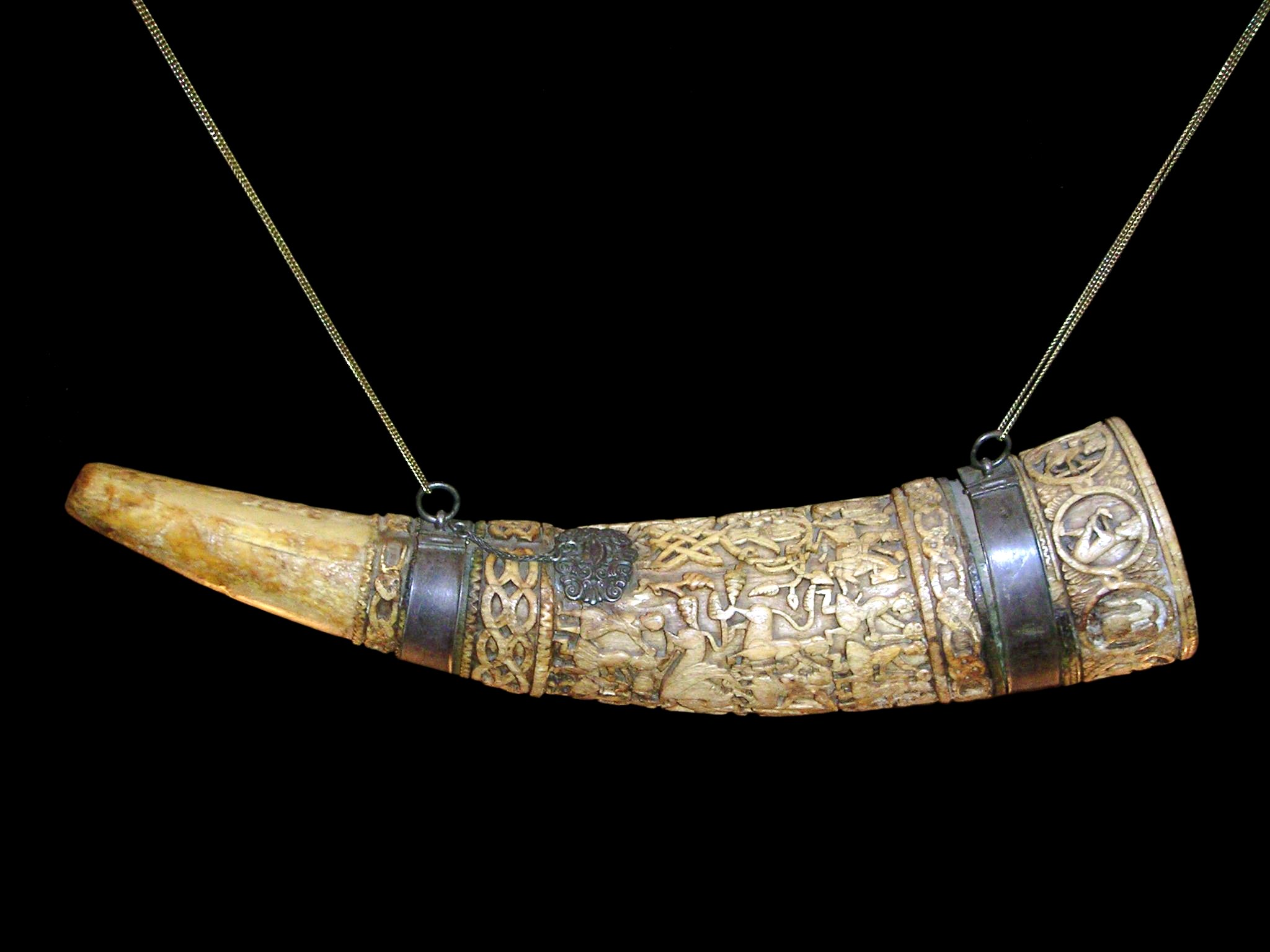
شیپور لِهِل

یاس‌بِرِنْیْ‎ (به مجاری: Jászberény) یا یاس‌بِرِین در یاس-نادی‌کون-سولنوک در کشور مجارستان واقع شده‌است. جمعیت این شهر ۲۷٫۳۸۶ نفر است. یاسی‌ها که از قدیم در ناحیه یاس‌برنی و کل شهرستان پراکنده‌اند، از اقوام ایرانی عشایر سکا هستند که به زبانی مربوط زبان آسی صحبت می‌کرده‌اند.

## خواهرخواندگی
خواهرخواندگی دو شهر یزد و یاس‌برنی که رابطهٔ تاریخی مستقیمی با هم ندارند، اما ریشه‌های باستانی، مردمانش را به یکدیگر ارتباط می‌دهد و از طرفی تلفظ آنها نیز شبیه است در هشت آذر ۱۳۸۶ انجام شد. از بنای یادبودی شامل تصاویری از یاسی‌ها و نماد شهر یاس‌برنی، شیپور لهل، در ۱۳۹۱ در میدان آزادی یزد رونمایی شد. نماد یزد، بادگیر باغ دولت‌آباد نیز طی سفر هیئت شهرداری یزد در یاس‌برنی قرار گرفت.